# والتر سكوت (سياسي)
والتر سكوت (بالإنجليزية: Walter Scott)‏ هو سياسي بريطاني، ولد في 1908. انتخب عضو برلمان أيرلندا الشمالية.